# Европско првенство у кошарци 2011 — Група А
Група А на Европском првенству у кошарци 2011. је своје утакмице играла између 31. августа и 5. септембра 2011. Све утакмице ове групе су игране у Цидо арени, Паневежис, Литванија.
Група је састављена од репрезентација Шпаније, Турске, Литваније, Велике Британије, Пољске и екипе из додатних квалификација - Португала. Три најбоља тима су прошла у други круг такмичења.

## 31. август

### Шпанија — Пољска
| 31. август 15:15 | Извештај | Шпанија                                                                                  | 83 : 78 | Пољска                                  | Цидо арена, Паневежис Гледаоци: 1.800 |  |
| 31. август 15:15 | Извештај | Четвртине: 22:15, 22:16, 17:21, 22:26                                                    |         |                                         | Цидо арена, Паневежис Гледаоци: 1.800 |  |
| 31. август 15:15 | Извештај | Поени: П. Гасол 29 Скокови: М. Гасол, П. Гасол 7 Асистенције: Ф. Сан Еметерио, В. Сада 3 |         | Л. Кошарек 19 А. Хрицањук 9 Т. Келати 7 | Цидо арена, Паневежис Гледаоци: 1.800 |  |

### Турска — Португалија
| 31. август 17:45 | Извештај | Турска                                                                           | 79 : 56 | Португалија                                     | Цидо арена, Паневежис Гледаоци: 1.800 |  |
| 31. август 17:45 | Извештај | Четвртине: 15:9, 24:18, 25:11, 15:18                                             |         |                                                 | Цидо арена, Паневежис Гледаоци: 1.800 |  |
| 31. август 17:45 | Извештај | Поени: Х. Туркоглу, Е. Кантер 14 Скокови: Е. Иљасова 8 Асистенције: К. Тунчери 6 |         | Е. Евора 12 Е. Евора 12 М. Мињава, М. Миранда 3 | Цидо арена, Паневежис Гледаоци: 1.800 |  |

### Литванија — Велика Британија
| 31. август 21:00 | - Извештај | Литванија                                                                    | 80 : 69 | Велика Британија                | Цидо арена, Паневежис Гледаоци: 5.500 |  |
| 31. август 21:00 | - Извештај | Четвртине: 19:18, 30:21, 5:18, 26:12                                         |         |                                 | Цидо арена, Паневежис Гледаоци: 5.500 |  |
| 31. август 21:00 | - Извештај | Поени: Р. Каукенас 16 Скокови: 3 играча са по 6 Асистенције: М. Калнијетис 5 |         | Л. Денг 25 Л. Денг 10 Л. Денг 4 | Цидо арена, Паневежис Гледаоци: 5.500 |  |

## 1. септембар

### Португалија — Шпанија
| 1. септембар 15:15 | Извештај | Португалија                                                         | 73 : 87 | Шпанија                               | Цидо арена, Паневежис Гледаоци: 1.000 |  |
| 1. септембар 15:15 | Извештај | Четвртине: 16-26, 20-27, 16-24, 21-10                               |         |                                       | Цидо арена, Паневежис Гледаоци: 1.000 |  |
| 1. септембар 15:15 | Извештај | Поени: А. Таварес 17 Скокови: К. Андраде 7 Асистенције: М. Минава 5 |         | П. Гасол 20 М. Гасол 9 Р. Фернандез 6 | Цидо арена, Паневежис Гледаоци: 1.000 |  |

### Велика Британија — Турска
| 1. септембар 17:45 | Извештај | Велика Британија                                                  | 61 : 90 | Турска                                    | Цидо арена, Паневежис Гледаоци: 1.100 |  |
| 1. септембар 17:45 | Извештај | Четвртине: 10–22, 16–22, 17–20, 18–26                             |         |                                           | Цидо арена, Паневежис Гледаоци: 1.100 |  |
| 1. септембар 17:45 | Извештај | Поени: Л. Денг 22 Скокови: Л. Денг 8 Асистенције: Д. ван Острум 2 |         | Прелџић 15 О. Ашик 9 Прелџић, Е. Арслан 6 | Цидо арена, Паневежис Гледаоци: 1.100 |  |

### Пољска — Литванија
| 1. септембар 21:00 | Извештај | Пољска                                                             | 77 : 97 | Литванија                                        | Цидо арена, Паневежис Гледаоци: 6.900 |  |
| 1. септембар 21:00 | Извештај | Четвртине: 20–25, 18–28, 14–23, 25–21                              |         |                                                  | Цидо арена, Паневежис Гледаоци: 6.900 |  |
| 1. септембар 21:00 | Извештај | Поени: Т. Келати 16 Скокови: А. Лапета 6 Асистенције: Л. Козарек 4 |         | М. Калнијетис 19 К. Лавринович 9 М. Калнијетис 6 | Цидо арена, Паневежис Гледаоци: 6.900 |  |

## 2. септембар

### Шпанија — Велика Британија
| 2. септембар 15:15 | Извештај | Шпанија                                                         | 86 : 69 | Велика Британија              | Цидо арена, Паневежис Гледаоци: 550 |  |
| 2. септембар 15:15 | Извештај | Четвртине: 19–16, 19–16, 22–13, 26–24                           |         |                               | Цидо арена, Паневежис Гледаоци: 550 |  |
| 2. септембар 15:15 | Извештај | Поени: П. Гасол 21 Скокови: М. Гасол 11 Асистенције: М. Гасол 5 |         | Денг 17 Кларк 12 ван Острум 6 | Цидо арена, Паневежис Гледаоци: 550 |  |

### Португалија — Пољска
| 2. септембар 17:45 | Извештај | Португалија                                                         | 73 : 81 | Пољска                         | Цидо арена, Паневежис Гледаоци: 1.000 |  |
| 2. септембар 17:45 | Извештај | Четвртине: 13–10, 23–19, 13–20, 24–32                               |         |                                | Цидо арена, Паневежис Гледаоци: 1.000 |  |
| 2. септембар 17:45 | Извештај | Поени: Таварес, Коста 13 Скокови: Андраде 5 Асистенције: да Силва 4 |         | Кошарек 18 Леончик 9 Кошарек 4 | Цидо арена, Паневежис Гледаоци: 1.000 |  |

### Турска — Литванија
| 2. септембар 21:00 | Извештај | Турска                                                     | 68 : 75 | Литванија                              | Цидо арена, Паневежис Гледаоци: 5.500 |  |
| 2. септембар 21:00 | Извештај | Четвртине: 17–19, 18–13, 14–19, 19–24                      |         |                                        | Цидо арена, Паневежис Гледаоци: 5.500 |  |
| 2. септембар 21:00 | Извештај | Поени: Иљасова 20 Скокови: Ашик 13 Асистенције: Туркоглу 4 |         | Сонгаила 12 Јавтокас 6 Јасикевичијус 7 | Цидо арена, Паневежис Гледаоци: 5.500 |  |

## 4. септембар

### Велика Британија — Португалија
| 4. септембар 15:15 | Извештај | Велика Британија                                    | 85 : 73 | Португалија                                | Цидо арена, Паневежис Гледаоци: 800 |  |
| 4. септембар 15:15 | Извештај | Четвртине: 16–16, 28–18, 15–11, 26–28               |         |                                            | Цидо арена, Паневежис Гледаоци: 800 |  |
| 4. септембар 15:15 | Извештај | Поени: Денг 31 Скокови: Денг 10 Асистенције: Денг 4 |         | Андраде 24 Андраде, Сантос 10 три играча 2 | Цидо арена, Паневежис Гледаоци: 800 |  |

### Пољска — Турска
| 4. септембар 17:45 | Извештај | Пољска                                                      | 84 : 83 | Турска                        | Цидо арена, Паневежис Гледаоци: 1.400 |  |
| 4. септембар 17:45 | Извештај | Четвртине: 17–14, 22–21, 22–27, 23–21                       |         |                               | Цидо арена, Паневежис Гледаоци: 1.400 |  |
| 4. септембар 17:45 | Извештај | Поени: Бериша 21 Скокови: Хрицањук 6 Асистенције: Кошарек 4 |         | Кантер 19 Прелџић 7 Прелџић 4 | Цидо арена, Паневежис Гледаоци: 1.400 |  |

### Литванија — Шпанија
| 4. септембар 21:00 | Извештај | Литванија                                                                | 79 : 91 | Шпанија                           | Цидо арена, Паневежис Гледаоци: 5.684 |  |
| 4. септембар 21:00 | Извештај | Четвртине: 12–31, 24–31, 23–19, 20–10                                    |         |                                   | Цидо арена, Паневежис Гледаоци: 5.684 |  |
| 4. септембар 21:00 | Извештај | Поени: Валанчјунас 13 Скокови: Лавринович 8 Асистенције: пет играча по 3 |         | Наваро 22 Ибака 9 пет играча по 4 | Цидо арена, Паневежис Гледаоци: 5.684 |  |

## 5. септембар

### Велика Британија — Пољска
| 5. септембар 15:15 | Извештај | Велика Британија                                    | 88 : 81 | Пољска                         | Цидо арена, Паневежис Гледаоци: 800 |  |
| 5. септембар 15:15 | Извештај | Четвртине: 18-17, 21-14, 16-25, 33-25               |         |                                | Цидо арена, Паневежис Гледаоци: 800 |  |
| 5. септембар 15:15 | Извештај | Поени: Денг 28 Скокови: Денг 14 Асистенције: Денг 6 |         | Бериша 19 Хрицањук 7 Кошарек 8 | Цидо арена, Паневежис Гледаоци: 800 |  |

### Шпанија — Турска
| 5. септембар 17:45 | Извештај | Шпанија                                                          | 57 : 65 | Турска                         | Цидо арена, Паневежис Гледаоци: 3.500 |  |
| 5. септембар 17:45 | Извештај | Четвртине: 19–10, 19–25, 17–14, 2–16                             |         |                                | Цидо арена, Паневежис Гледаоци: 3.500 |  |
| 5. септембар 17:45 | Извештај | Поени: М. Гасол 12 Скокови: Ибака 8 Асистенције: Ибака, Наваро 3 |         | Прелџић 18 Иљасова 11 Арслан 6 | Цидо арена, Паневежис Гледаоци: 3.500 |  |

### Португалија — Литванија
| 5. септембар 21:00 | Извештај | Португалија                                                           | 69 : 98 | Литванија                                                       | Цидо арена, Паневежис Гледаоци: 5.684 |  |
| 5. септембар 21:00 | Извештај | Четвртине: 16–28, 19–13, 15–27, 19–30                                 |         |                                                                 | Цидо арена, Паневежис Гледаоци: 5.684 |  |
| 5. септембар 21:00 | Извештај | Поени: Андраде 16 Скокови: Фонсека, Андраде 5 Асистенције: да Силва 5 |         | Поцјус, Јасикевичијус 14 Валанчјунас, Лавринович 7 три играча 3 | Цидо арена, Паневежис Гледаоци: 5.684 |  |

## Табела
| Табела групе А   | ИГ | Д | И | П+  | П-  | Разл. | Бод. |
| ---------------- | -- | - | - | --- | --- | ----- | ---- |
| Шпанија          | 5  | 4 | 1 | 404 | 364 | +40   | 9    |
| Литванија        | 5  | 4 | 1 | 429 | 374 | +55   | 9    |
| Турска           | 5  | 3 | 2 | 385 | 333 | +52   | 8    |
| Велика Британија | 5  | 2 | 3 | 372 | 410 | -38   | 7    |
| Пољска           | 5  | 2 | 3 | 401 | 424 | -23   | 7    |
| Португалија      | 5  | 0 | 5 | 344 | 430 | -86   | 5    |